# Magyar helyesírási szótár
A Magyar helyesírási szótár az Akadémiai Kiadó helyesírási szótára. Először 1999-ben, majd 2000-ben, 2003-ban, 2005-ben és 2007-ben jelent meg. A legutóbbi kiadása 2017-es, amely már a magyar helyesírási szabályzat 12. kiadását tükrözi. Hivatalos rövidítése az MHSz. Beceneve „a nagy fehér”, ami az első, 1999-es kiadás színére utal. Elődei a Helyesírási tanácsadó szótár (HTSz., 1961–1983, ISBN 9632051173) és a Helyesírási kéziszótár (HKsz., 1988–1998, ISBN 9630569051) voltak.

## A 2007-es kiadás
Alcíme: A Magyar Tudományos Akadémia szabályai szerint, ISBN száma 9630576309. Szerkesztői Deme László (a nyelvtudomány doktora), Fábián Pál (az MTA Magyar Nyelvi Bizottság elnöke) és Tóth Etelka.
Elődei, a Helyesírási tanácsadó szótár (HTSz.) és a Helyesírási kéziszótár (HKsz.) terjedelmét kibővítve mintegy 140 000 szót és szókapcsolatot tartalmaz (ezt akkor, 2007-ben csak az Osiris Kiadó Helyesírás c. kötete múlta felül 213 974 szóalakjával). A korábbi kiadáshoz képest mintegy tízezer új szóval gazdagodott, közel ezer, idejétmúlt alak pedig kimaradt belőle.
Betűképe egységes, félkövér kiemelést csak a fejlécben használ. – A főneveknél az egyes és többes birtokjeles alakot adja meg, valamint az elő- és utótagos összetételeket és egyes közkeletűbb szókapcsolatokat (ezek külön szótári tételként is szerepelnek); igéknél pedig a múlt idejű és a felszólító módú többes szám harmadik személyű alakot. A tulajdonnevek mellett a belőlük képzett melléknévről és többnyire a ‑val/‑vel ragos alakról tájékoztat, idegen és problémás írásmódú magyar szavakhoz pedig az elválasztást is megadja.
A szótári tételek rendezése, összehangolása bizonyos hiányosságokat hagy maga után (a lánghőmérséklet szó például csak a második tagja szerinti helyén lelhető fel, a gyúláshőmérséklet viszont csak az első tagja szerint van besorolva). Előnyére írható viszont a rövidítések megadása, a magyar és idegen névváltozatok szerepeltetése, valamint az egybe- és különírt alakok szembeállítása, értelmező megkülönböztetése.
A könyv végén tizenegy oldalas ragozási táblázat található, amely a különféle végződésű és hangrendű ikes és iktelen igék paradigmasorát mutatja be.

## A 2017-es kiadás
Alcíme: „A magyar helyesírás szabályai tizenkettedik kiadása szerint”, ISBN száma: 978 963 05 9823 1. Szerkesztette Tóth Etelka; a korábbi szerkesztők közül Deme László és Fábián Pál 2017-ben már nem éltek.
Teljes mértékben igazodik a 2015-ös új helyesírási szabályzathoz. Anyaga az előző helyesírási szótáréhoz képest mintegy 30 000 új elemmel bővült, az azóta elavulttá vált elemek pedig kimaradtak belőle: így összesen 160 000 szót és szókapcsolatot tartalmaz.
Továbbra is azzal a céllal jelent meg, hogy a tágabb értelemben vett magyar köznyelv helyesírási szótára legyen, ennek megfelelően nem csak a köznyelvben gyakran használt szavakat, kifejezéseket, hanem közismertebb szaktudományi szavakat és gyakrabban használt idegen szavakat is tartalmaz. Továbbra sem értelmező szótár, így csak abban az esetben tünteti fel a szótári elem jelentését vagy értelmezését, ha az segít az elem írásmódját megérteni. Mivel helyesírási szótár, nem tartalmazza a szavak kiejtését sem, de lehet rá következtetni a megadott toldalékos, vagy elválasztást mutató alakokból.
Nem szerepel már benne az igék ragozási táblázata, ami a 2007-es kiadásban még megjelent.

## További információ
- MTI Sajtóadatbank:  Magyar helyesírás szabálytalanul. bonline.hu (Business Online). (magyarul) Budapest: Vertika Alkalmazásszolgáltató Kft. (2008. szeptember 19.)  (Hozzáférés: 2017. augusztus 10.)

## Kapcsolódó szócikk
- A Magyar helyesírási szótár és az Osiris-féle Helyesírás eltéréseinek listája